# Bizana
Bizana ist eine Stadt in der Provinz Ostkap (Eastern Cape) in Südafrika. Sie ist Verwaltungssitz der Lokalgemeinde Winnie Madikizela-Mandela im Distrikt Alfred Nzo.

## Geographie
Der Ort gehört zur Region Pondoland. 2011 hatte Bizana 7974 Einwohner. Unmittelbar westlich des Ortes liegt ein rund 970 Meter hoher Berg.

## Geschichte
Bizana (isiXhosa; deutsch etwa „kleiner Topf“) gehörte bis 1994 zur Transkei, als das Homeland Teil der Provinz Ostkap wurde. Die Politiker des African National Congress Oliver Reginald Tambo und Winnie Madikizela-Mandela wurden nahe Bizana geboren.

## Wirtschaft, Infrastruktur und Verkehr
Der Ort ist ländlich strukturiert. In Bizana steht das St. Patrick’s Hospital. Bizana liegt an der R61, die unter anderem Flagstaff im Südwesten mit Port Edward im Südosten verbindet.